# أطفال الذئب
أطفال الذئب (باليابانية:  おおかみこどもの雨と雪، بالروماجي: Ōkami Kodomo no Ame to Yuki) (بالإنجليزية:  Wolf Children Ame and Yuki)‏ هو فيلم أنمي ياباني عرض عام 2012 من أخراج وتأليف مامورو هوسودا، شارك في اداء الاصوات أوي ميزاكي وتاكاو أوساوا وهارو كوروكي، القصة تتابع حياة الأم الشابة هانا، التي أنجبت طفلين نصف إنسان/نصف ذئب وتحاول تربيتهم بعد موت والدهم في حادث.

## القصة
تدور أحداث القصة في طوكيو عن فتاة جامعية تدعى هانا تقع في حب رجل مستذئب وتنجب منه طفلين، ابنتها تدعى يوكي وابنها الأصغر من أخته بسنة اسمه آمي، يُقتل والدهما في حادث أثناء صيد الطعام لأولاده، وتعيش هانا حياة صعبة في تربية أولادها.

## الأداء الصوتي
هانا (باليابانية: 花)
مؤدية الصوت: أوي ميازاكي
الرجل الذئب
مؤدي الصوت: 	تاكاو أوساوا
يوكي (باليابانية: 雪)
مؤدية الصوت: هارو كوروكي
موموكا أونو (أيام الطفولة)
آمي (باليابانية: 雨)
مؤدي الصوت: 	يوكيتو نيشي
أمون كابي (أيام الطفول)
سوهي فوجي (باليابانية: 藤井 草平، بالروماجي: Fujii Sōhei)
مؤدي الصوت: تاكوما هيراوكا
والدة سوهي
مؤدية الصوت: ميغومي هاياشيبارا
الجد نيراساكي (باليابانية: 韮崎، بالروماجي: Nirasak)
مؤدية الصوت: بونتا سوغاوارا
السيد نيراساكي
مؤدي الصوت: تاكاشي كوباياشي
السيدة نيراساكي
مؤدية الصوت: تامي كاتاوكا
السيد تانابي (باليابانية: 田辺)
مؤدي الصوت: شوتا سوميتاني
هوسوكاوا (باليابانية: 細川)
مؤدي الصوت: تاداشي ناكامورا
ياماوكا (باليابانية: 山岡)
مؤدي الصوت: تاميو أوكي
تيندو (باليابانية: 天童)
مؤدي الصوت: هاجيمي إينوي
كورودا
السيدة هوريتا (باليابانية: 堀田، بالروماجي: Horita)
مؤدية الصوت: كوميكو آسو
السيد هوريتا
السيدة هوريتا
السيدة دوي
مؤدية الصوت: تيتسوكي تانيمورا
السيد دوي (باليابانية: 土肥، بالروماجي: Doi)
شينو (باليابانية: 信乃)
مؤدي الصوت: رينو كوباياشي
بونكو (باليابانية: 文子)
مؤدية الصوت: تشيكا أراكاوا
سوكو (باليابانية: 荘子)
مؤدية الصوت : فوكا هارونا
كينو (باليابانية: 毛野)
مؤدية الصوت: موني كاميشيرايشي
تاداتومو (باليابانية: 忠与)
مؤدي الصوت : تينساي ماتسوكا
المذياع
مؤدي الصوت: تايتشي ماسو

## وصلات خارجية
- الموقع الرسمي (باليابانية)

- الموقع الرسمي (بالإنجليزية)

أطفال الذئب على موقع IMDb (الإنجليزية)
- أطفال الذئب على موقع ميتاكريتيك (الإنجليزية)
- أطفال الذئب على موقع روتن توميتوز (الإنجليزية)
- أطفال الذئب على موقع ألو سيني (الفرنسية)
- أطفال الذئب على موقع Turner Classic Movies (الإنجليزية)
- أطفال الذئب على موقع فيلمافينيتي (الإسبانية)
- أطفال الذئب على موقع قاعدة بيانات الفيلم (الإنجليزية)
- أطفال الذئب على موقع ليتربوكسد (الإنجليزية)
- أطفال الذئب على موقع كينوبويسك (الروسية)
- أطفال الذئب على موقع ANN anime (الإنجليزية)